# Ramon Bastardes i Porcel
Ramon Bastardes i Porcel (Barcelona, 5 de juliol de 1934 – 24 de setembre de 2002) fou un editor català, net de l'advocat i polític Albert Bastardas i Sampere, nebot del llatinista i romanista Joan Bastardas i Parera i germà de l'arquitecte Albert Bastardes i Porcel. Llicenciat en ciències químiques per la Universitat de Barcelona, va estar vinculat amb l'antifranquisme català. El 1961 fundà Edicions 62 amb Max Cahner. També amb Cahner reorganitzà les revistes Germinabit i Serra d'Or, publicació que va dirigir des dels seus inicis. Del 1992 al 1996 va presidir l'Associació d'Editors en Llengua Catalana. Es jubilà el 2002, any en què morí a causa d'un atac de cor a l'edat de 68 anys.